# 山东大学综合体育馆

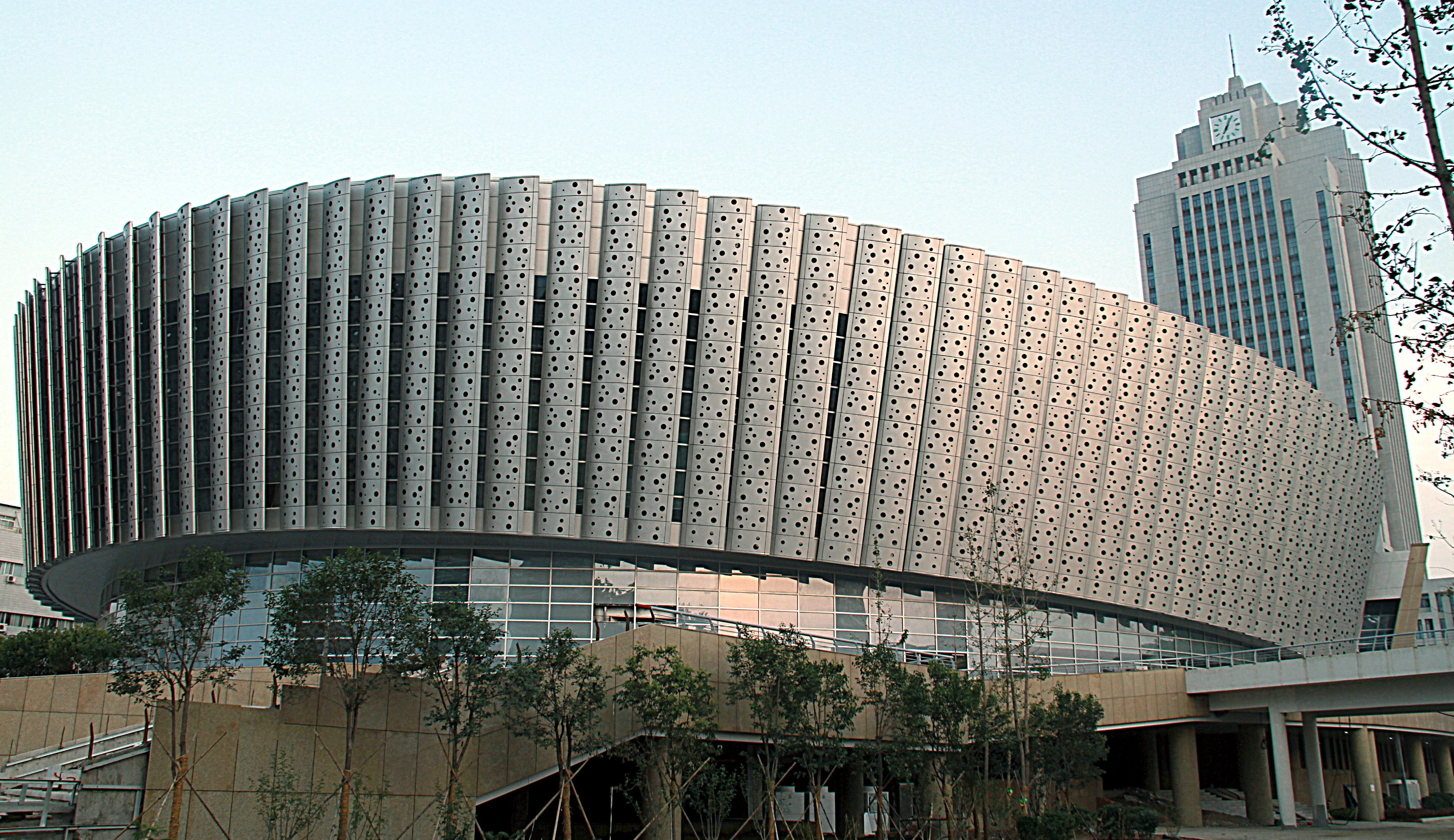
山东大学中心校区体育馆北侧，背景为综合科研楼，2011年7月

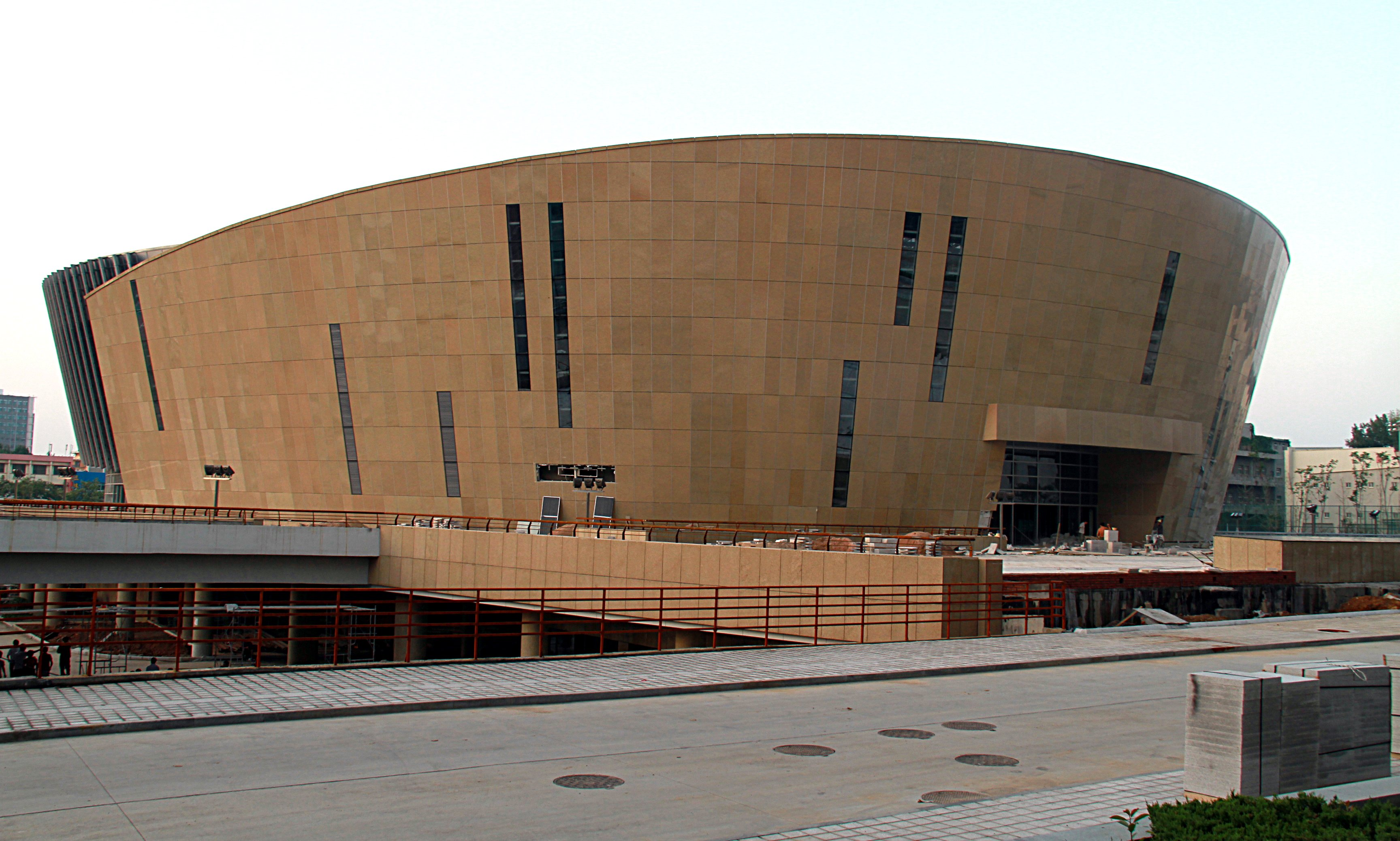
山东大学中心校区体育馆南侧，2011年7月

山东大学综合体育馆又名山东大学中心校区体育馆，位于中国山东省济南市历城区山大南路27号、山东大学中心校区北门东侧的东运动场内，北临山大北路，建于2009年12月至2011年8月。该建筑地上四层，地下一层，建筑面积34378平方米，可容纳观众8456人，内部设中央比赛场地一处及标准游泳池一座、篮球训练馆两座，为乙级体育馆，可用于举办地区性和全国单项体育比赛，为985高校中最晚建成的综合体育馆。